# Радиус-вектор
Радиус-вектор (означава се обикновено {\displaystyle {\vec {r}}} или просто {\displaystyle \mathbf {r} }) е вектор, определящ положението на точка в пространството спрямо някоя предварително зададена фиксирана точка, наричана начало на координатната система.
За произволна точка във векторното пространство радиус-векторът е векторът, който я свързва с началото на координатната система.
Дължината на радиус-вектора, или неговият модул определя разстоянието, на което точката отстои от началото, а стрелката на вектора сочи посоката към точката.
Когато разглеждаме равнина, ъгълът между радиус-вектора и абсцисната ос, измерен в посока обратна на часовниковата стрелка, се нарича ъгъл на радиус вектора.
|  | Тази страница частично или изцяло представлява превод на страницата „Радиус-вектор“ в Уикипедия на руски. Оригиналният текст, както и този превод, са защитени от Лиценза „Криейтив Комънс – Признание – Споделяне на споделеното“, а за съдържание, създадено преди юни 2009 година – от Лиценза за свободна документация на ГНУ. Прегледайте историята на редакциите на оригиналната страница, както и на преводната страница, за да видите списъка на съавторите. ВАЖНО: Този шаблон се отнася единствено до авторските права върху съдържанието на статията. Добавянето му не отменя изискването да се посочват конкретни източници на твърденията, които да бъдат благонадеждни. |